# Amblyomma sabanerae
Amblyomma sabanerae är en fästingart som beskrevs av Stoll 1890. Amblyomma sabanerae ingår i släktet Amblyomma och familjen hårda fästingar. Inga underarter finns listade i Catalogue of Life.